# Aleksi Salmenperä
Aleksi Salmenperä (Helsinki, Finlandia, 1973) es un director de cine y  televisión finlandés. Considerado como una de las jóvenes promesas de su país, se ha dado a conocer fuera de Finlandia, junto con Aki Kaurismäki y Aku Louhimies. Graduado en la Universidad de Arte y fue director de cine del  departamento artístico en 2003.
Aleksi Salmenperä está casado y tiene tres hijos.

## Biografía
Nació en Helsinki en 1973. Se graduó en arquitectura en la Universidad de Tecnología de Helsinki. Posteriormente, entre 1996 y 2003, estudió en la Escuela de Cine y Televisión de Arte y Diseño de Helsinki. Durante estos años, escribe y dirige sus primeros cortometrajes: Rajatapaus (1998) y Onnenpeli (2001). Rajatapaus fue premiado en varios festivales, entre ellos el Festival de Cine de promesas Tampere. 'Onnenpeli, sobre un juego de azar, recibió el Jameson Short Film Award, de manera que Aleksi Salmenperä se convirtió en el primer finlandés que lo lograba. En 2002 colabora con la serie de televisión Vapaa pudotus como director, ayudante de dirección y guionista.
Su primer largometraje, Producing Adults (Lapsia ja aikuisia - Kuinka niitä tehdään?, 2004) es una comedia dramática sobre el amor y la paternidad. Venla (Minna Haapkylä) desea tener un hijo con su prometido Antero (Kari-Pekka Toivonen), pero él no quiere. Frustrada, la mujer consulta a una experta en fertilidad y ambas se enamoran. La película fue elegida para representar a Finlandia en la  ceremonia de los Óscar de 2005, y recibió siete nominaciones Jussi. 
Su siguiente película, A Man's Job (Miehen työ, 2007), trata de un hombre que se queda sin trabajo y decide prostituirse para mantener a su familia. Fue galardonada con el Premio Luna de Valencia al mejor largometraje en Cinema Jove 2007. La Asociación Finlandesa de Cine eligió a Salmenperä como mejor director de cine de 2007.
La última película de Aleksi Salmenperä, Bad Family (Paha perthe, 2009) es una tragicomedia sobre las relaciones de un padre con sus hijos y su nueva mujer. Participó en la sección oficial de largometrajes en Cinema Jove 2010.
Las obras de Salmenperä nunca han conseguido grandes cifras de taquilla en Finlandia (en torno a 50000 entradas cada una), pero su presencia en festivales le han dado reconocimiento internacional.

## Filmografía

### Largometrajes
- Producing Adults (Lapsia ja aikuisia - Kuinka niitä tehdään?), 2004
- A Man's Job (Miehen työ), 2007
- Bad Family (Paha perthe), 2009

### Series TV
- Vapaa pudotus, 2002
- Tie Eedeniin, 2003
- Uudisraivaaja, 2006

### Cortometrajes
- Rajatapaus (1998)
- Onnenpeli (2001)

## Premios
- Premio Luna de Valencia al mejor largometraje en Cinema Jove 2007
- A Man’s Job compitió en los premios Jussi, el equivalente finlandés de los Premios Anuales de la Academia «Goya», en 11 categorías, entre las cuales mejor película, mejor director, mejor guion y mejor actor (Tommi Korpela). Esta producción de Blind Spot Pictures participó en casi 40 festivales alrededor del mundo, convirtiéndose en la película finlandesa más premiada. Se hizo con el galardón al mejor actor en el festival de Marrakech en 2010. Además ha sido seleccionada por su país para competir por el Oscar a la mejor película en lengua extranjera.